# Rasmus Brygger
Rasmus Brygger (født 9. maj 1990 i Roskilde) er policydirektør i kommunikationsvirksomheden Operate. Han har tidligere blandt andet været ligebehandlingschef i Institut for Menneskerettigheder, leder af  Danmarks Videnscenter for Integration og chefkonsulent i Dansk Arbejdsgiverforening.
2012-2014 var han formand for Liberal Alliances Ungdom.

## Uddannelse og erhvervskarriere
Rasmus Brygger er opvokset i Roskilde og blev student fra Roskilde Gymnasium i 2008. Han har en ba.merc. fra Syddansk Universitet i Odense.
Brygger var indtil årsskiftet 2024/25 ligebehandlingschef i Institut for Menneskerettigheder. Han har tidligere været analysechef og leder af etnicitetsteamet sammesteds og før det bl.a. chefkonsulent for Dansk Arbejdsgiverforening. I 2020 stiftede han Danmarks Videnscenter for Integration, som han ledte, indtil centeret lukkede ved udgangen af 2021.
1. januar 2025 blev Brygger policydirektør i kommunikationsvirksomheden Operate.

## Politisk karriere
Brygger var som gymnasieelev medlem af Venstres Ungdom, men følte ikke, at partiet stod for en tilstrækkelig liberal politik, og skiftede til Liberal Alliances Ungdom.
Ved LAU's landsmøde i 2012 blev han valgt som ny landsformand, hvor han afløste Sasha Renate Bermann. Han var formand indtil 2014, hvor han blev afløst af Alex Vanopslagh.  Han har også været medlem af Liberal Alliances hovedbestyrelse.
Rasmus Brygger meldte sig i marts 2016 ud af Liberal Alliance. Han forklarede selv, at den øverste ledelse flere gange havde gjort ham det klart, at han ikke længere var ønsket i partiet, og at LA efter hans mening var ved at blive for nationalkonservativt et parti.
I februar 2019 offentliggjorde Rasmus Brygger i forbindelse med et landsmøde i Liberal Alliances Ungdom vidnesbyrd fra 7 nuværende og tidligere kvindelige medlemmer, der forklarede, at de havde været udsat for seksuelle krænkelser af øvrige medlemmer af foreningen.

## Forfatterskab
Rasmus Brygger er medforfatter til bøgerne "Hvis EU er svaret, hvad er så spørgsmålet?" og "Stemmer: Et samtidsblik på køn og feminisme".

## Hæder
I 2024 portrætterede Berlingske Brygger i sin serie "Talent 100" om 100 talenter under 36 år i dansk erhvervsliv. Avisen kaldte ham ved den lejlighed for "af de tungeste stemmer i den danske integrationsdebat" og fremhævede hans talent for formidling, der havde ført til, at han trods sin unge alder havde optrådt 3500 gange i danske medier.